# Time (chanson de Pink Floyd)
Pour les articles homonymes, voir Time.
Singles de Pink Floyd
Money
/ Any Colour You Like
(1973) Have a Cigar
/ Welcome to the Machine
(1975)
Pistes de 
 The Dark Side of the Moon
On the Run The Great Gig in the Sky
Time est une chanson du groupe de rock progressif britannique Pink Floyd, qui apparaît sur l'album The Dark Side of the Moon sorti en 1973. Elle est la seule chanson de l'album à être créditée à tous les membres du groupe : David Gilmour, Richard Wright, Roger Waters et Nick Mason. Time est la deuxième chanson la plus longue de l'album, incluant Breathe (Reprise), après Us and Them.
Elle est également parue en single « double face A » avec Us and Them, qui figure aussi sur The Dark Side of the Moon.

## Description musicale

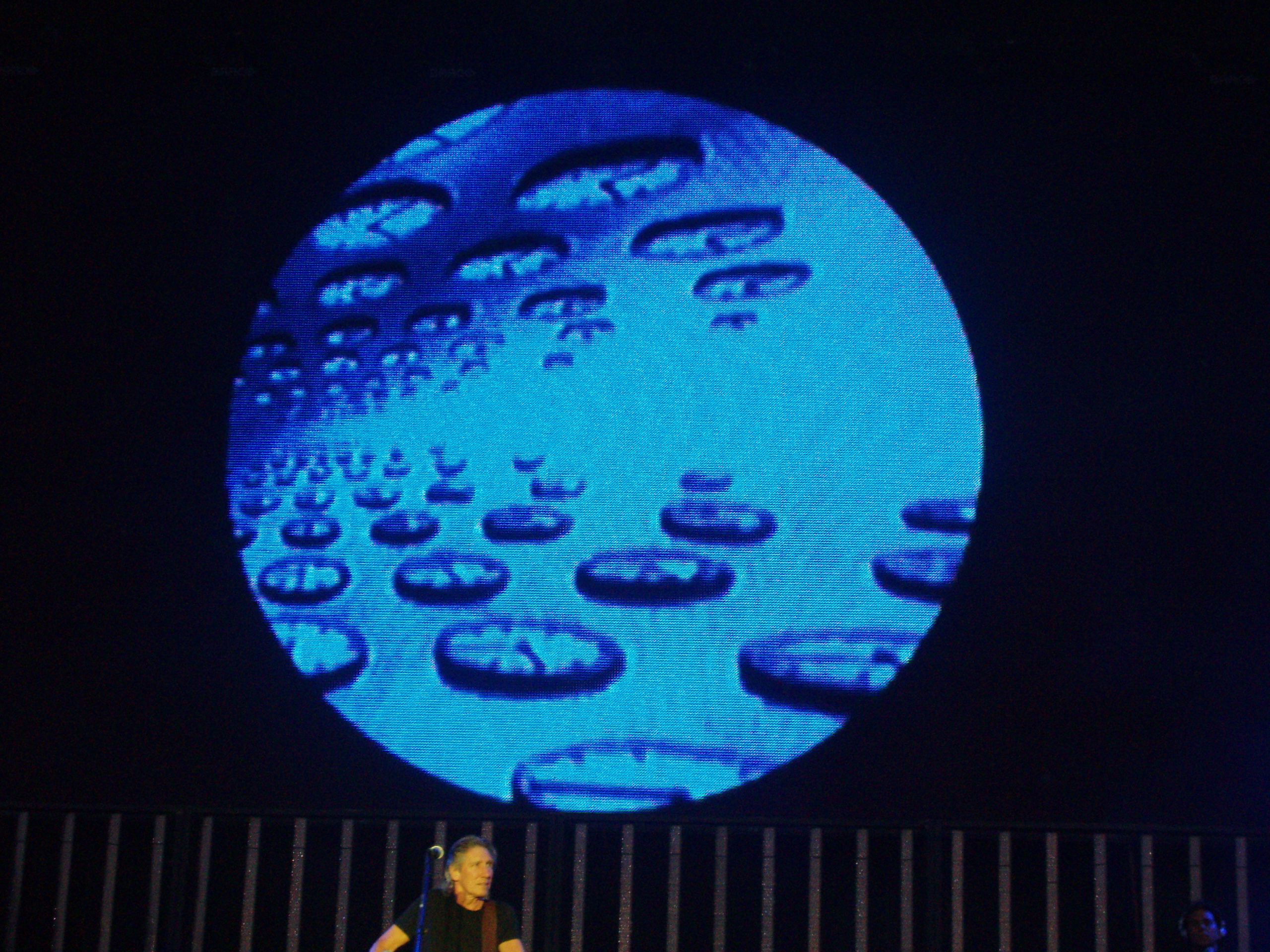
Roger Waters interprétant Time en 2007 ; en arrière-plan, des montres tirées du clip de la chanson.

Time débute avec un long passage de son d'horloges et d'alarmes tous enregistrés séparément dans un magasin d'antiquités par Alan Parsons. Suivent alors environ deux minutes d'un passage de percussion de Nick Mason, d'un bruit de pendule créé par Roger Waters en bloquant ses cordes de basse, sur lesquels se superposent à chaque début de mesure les notes profondes de guitare soulignées par le VCS3, rendues dramatiques et majestueuses par l'écho (Binson) et la réverbération (EMT turntables 140), puis les fragiles arpèges du piano électrique. Cette seconde partie de l'introduction a plus tard été nommée 'Rotatum' par Waters, jeu de mots entre 'Rototom' qui est le nom des percussions sans fûts utilisées par Mason et le mot 'Continuum' faisant référence à l'aspect infini de ce passage.
La 'non-transition' vers le premier couplet est une rupture de climat typique de Pink Floyd. On assiste à un changement complet d'instrumentation (arrivée de la batterie, guitares plus saturées, remplacement du doux piano Fender Rhodes par son nerveux cousin Wurlitzer).
David Gilmour chante alors, relayé sur le pont par Richard Wright en harmonie (à la tierce), avec quatre femmes : Doris Troy, Scaley Duncan, Liza Strike et Barry St. John.
La texture vibrante des choristes a été obtenue par Alan Parsons en passant les pistes de celles-ci à travers un appareil appelé Frequency Translator (convertisseur tonal) utilisé ordinairement pour changer la hauteur d'une onde, mais détourné ici pour donner ce son proche du Phaser ou de la Cabine Leslie.
Le solo qui suit le pont est joué par Gilmour qui reste sur la mélodie du couplet et du pont. Il exploite là aussi les possibilités de l'écho (synchronisé au tempo, soit une répétition par temps pour une mesure 4/4, comme le chant dans Us and Them), conjugué à une forte distorsion de type fuzz, avec beaucoup de sustain.
Après un deuxième couplet, un pont transite vers la reprise de la deuxième chanson de l'album, Breathe. Breathe (Reprise) dure 1 min 06 s pour ensuite passer à la cinquième chanson, The Great Gig in the Sky, liée par un accord de si mineur joué par un orgue éthéré (Farfisa Compact Duo).

## Analyse du sens
Les paroles de la chanson sont écrites par Roger Waters qui se rend compte que la vie ne porte pas tant sur la préparation de ce qui va nous arriver, que sur le contrôle de notre destinée. Faisant ainsi allusion à sa mère qui avait une obsession pour l'éducation, la chanson est un memento mori au sens où elle explique que le temps passe très vite, et qu'arrivé à un certain âge, on ne peut plus faire les choses du passé.
La première phrase du couplet qui suit le solo de David Gilmour est la suivante : « And you run, and you run, to catch up with the sun, but it's sinking » (« Et tu cours, et tu cours, pour rattraper le soleil, mais il est en train de se coucher »). Celle-ci est une allusion à l'évangile de Jean (Jean 1,5) : « La lumière brille dans l'obscurité, mais l'obscurité ne l'a pas reçue », ce qui poursuit le thème du memento mori.

## Personnel
- Nick Mason : Rototoms, batterie ;
- Roger Waters : basse ;
- David Gilmour : guitare, chant ;
- Richard Wright : piano électrique Wurlitzer, orgue Farifsa, synthétiseur VCS3 et chant ;
- Doris Troy : chœur ;
- Scaley Duncan : chœur ;
- Liza Strike : chœur ;
- Barry St. John : chœur.

## Sources
- (en) Cet article est partiellement ou en totalité issu de l’article de Wikipédia en anglais intitulé « Time (Pink Floyd Song) » (voir la liste des auteurs).
- Documentaire Classic Albums: The Dark Side of the Moon